# Patrick Larley
Patrick Larley est un compositeur et chef de chœur britannique né en 1951 à Frodsham, Cheshire.

## Biographie
Larley étudie l'orgue et le chant au Royal Manchester College of Music et est nommé « Fellow of the Royal College of Organists ». Il débute ensuite sa carrière en tant que Vicar Choral à la cathédrale de Wells, puis est engagé comme second organiste à la cathédrale de St Asaph. Il passe ensuite chef de chœur et directeur musical à la St. James’s Choir School, Great Grimsby Parish Church, dans le Lincolnshire. Il quitte plus tard cet emploi pour devenir directeur musical à l'Ellesmere College, dans le Shropshire.
Aujourd'hui, Patrick Larley est compositeur, chef d'orchestre, claveciniste et organiste indépendant. Il est également directeur musical de la Ludlow Choral Society (Shropshire), ainsi que du Birmingham Festival Choral Society. Il a dirigé la Nantwich Choral Society, dans le Cheshire. Il a également fondé et dirige encore plusieurs ensembles vocaux dont « Voice », « Gallery Players » et la « Chudleigh’s Cumpanie ». Enfin, il a donné des récitals dans les cathédrales et églises dans toute la Grande-Bretagne, ainsi qu'en France, en Allemagne, en République tchèque, en Belgique, en Italie et en Irlande, en tant que chef d'orchestre et en tant qu'organiste.
Il vit avec son épouse dans un petit village agricole au nord du Pays de Galles.

## Musique
L'essentiel de la musique de Larley est de la musique chorale sacrée, s'étendant des pièces courtes a cappella, telles que la célèbre A Girl for the Blue, aux œuvres pour chœur, solistes et orchestre telles que sa Mass of a Thousand Ages écrite pour le nouveau millénaire et jouée en avril 2000.
Son type de musique est frais, tonal et accessible, avec des dissonances douces, des mélodies montantes et de la syncope équilibrée. Il mélange ses influences religieuses dans la liturgie plain-chant et monastiques avec la simplicité de la musique folk celtique. Les critiques et les spécialistes ont comparé son modèle musical à celui de Gerald Finzi, de William Mathias, de John Rutter, de Frederick Delius et de Leonard Bernstein.
Plusieurs de ses travaux choraux ont été enregistrés sur CD, diffusés sur la BBC Radio 3 et joués largement au Royaume-Uni et aux États-Unis d'Amérique.

## Principales œuvres

### Œuvres pour chœur et orchestre
- A Mass of a Thousand Ages pour chœur, chœur d'enfants, solistes mezzo-soprano et basse, quintette de cuivres, quatuor à vent et orgue (2000)
- Appearing, Shining, Distant or Near pour chœur, soliste soprano, orgue, piano, célesta, cloches tubulaires et gong (1998)
- Stone Circles pour chœur, chœurs féminins, soliste soprano, cuivres, orgue et percussion (1998)

### Œuvres pour chœur a cappella
- A Girl for the Blue pour soprano et chœur
- On the Edge of Glory - a meditation on the life of St. Columba pour soprano, ténor et chœur
- Crucifying and Resurrection (John Donne) pour chœur
- The Dreame (John Donne) pour chœur
- To His Beloved - quatre poèmes par William Butler Yeats
- Songs of the Cosmos - deux chansons pour chœur avec ronronnement facultatif
- Heaven (echo poem) (George Herbert) pour chœur et solistes
- A Glasse of Blessings (George Herbert) pour chœur
- Antiphon (George Herbert) pour chœur

## Discographie sélective
- The Rose of Peace - Pièce pour chorale a cappella jouée par Chudleigh's Cumpanie
- A Girl for the Blue - Œuvre pour l'Avent et Noël, jouée par Chudleigh’s Cumpanie
- On a Fine Morning - Pièce pour voix solo et piano
- A Mass of a Thousand Ages - enregistrement lors de la première exécution à l'église de paroisse St. Mary, Nantwich le 8 avril 2000, dirigé par le compositeur (cet enregistrement a été sélectionné pour les enregistrements internationaux de Musicweb 2005)
- Praise for Creation - Œuvre interprétée par la Ludlow Choral Society